# Fabio Planciade Fulgenzio
Fabio Planciade Fulgenzio (in latino Fabius Planciades Fulgentius; V secolo – VI secolo) è stato uno scrittore berbero di lingua latina.

## Biografia
È discusso se in lui vada identificato il vescovo Fulgenzio di Ruspe, suo contemporaneo, o se si tratti di un personaggio diverso.
Le opere a lui attribuite, pervenuteci solo in parte, sono le seguenti:
- Expositio Vergilianae continentiae secundum philosophos moralis, con un'interpretazione allegorica dell'Eneide;
- Mythologiarum libri tres ad Catum presbyterum;
- Expositio sermonum antiquorum (opera di erudizione filologia che tratta della spiegazione di 62 vocaboli rari);
- Liber absque litteris de aetatibus mundi et hominis (bizzarra opera sulla storia del mondo, inizialmente concepita in 23 libri, ciascuno dei quali destinato ad essere privo di una lettera dell'alfabeto (lipogramma).

Completamente perdute alcune sue composizioni in versi a carattere amoroso, satirico ed epigrammatico, ed un liber physiologus, a carattere numerologico, sul valore del 7 e del 9.